# Becca Fitzpatrick
Becca Fitzpatrick (Ogden, Utah, 1979. február 3. –) amerikai ifjúsági regényíró.

## Élete
Nyolcévesen látta először A smaragd románca című filmet, minek hatására felmerült benne, hogy egy nap író lesz. Már gyerekként is nagyon szeretett olvasni, sokszor a takaró alatt olvasott egy zseblámpa segítségével.
2001-ben közegészségügyi szakon diplomázott le.
Írással 2003 február 3-án kezdett foglalkozni, amikor születésnapjára egy írói tanfolyamot kapott a férjétől. Ekkor kezdte írni eddigi legsikeresebb könyvét, a Hush Husht. Miután befejezte a könyvet, eltette a fiókjába és belekezdett egy másik könyvbe The Tornado Interviews címmel, amivel második helyezést ért el a Utah Arts Counsel írói versenyén. Ennek a sikernek köszönhetően fordult vissza a Hush Hush felé. Csak 2008 júniusában került közelebb a kiadás felé, amikor is ügynökre talált Catherine Drayton személyében, akivel átbeszélték a regény gyenge pontjait, majd átírták és szerkesztették a könyv bizonyos részeit. Az újabb „b” verziót szeptemberben küldték el több kiadónak. A Simon & Schuster elég hamar élénk érdeklődést mutatott, és 2009-ben kiadásra került a regény.
Férjével és gyermekeivel Fort Collinsban, Coloradóban él.

## Könyvei

### Csitt, csitt (Hush, Hush)
- Amerikai megjelenés: 2009. október
- Magyar megjelenés: 2010. június 3.,  fordította: Farkas Orsolya; Könyvmolyképző, Szeged, 2010 (Vörös pöttyös könyvek)

Egy Folt (Patch) nevű fiúról és egy Nora nevű lányról szól a történet, akik a biológia tanáruk utasítására válnak padtársakká. A lány számára ez eléggé frusztráló, de sokkal jobban aggódik az atrocitások miatt, amelyek a fiú előtérbe lépésével egy időben indulnak meg életében. Valaki az életére tör, ő pedig már nem tudja, hogy mit higgyen.
Az alapötlet az írónő egyik saját emléke volt, amikor is tizedik osztályban a biológia tanára az emberi szaporodás anyagának tanulása közben felszólította őt, hogy nevezzen meg olyan külső jegyeket amelyek vonzzák őt a másik nemben. Mellette egy nagyon helyes fiú ült, és igen megalázónak érezte, hogy válaszoljon erre a kérdésre, mert valószínűleg olyan jegyeket mondott volna, amelyek rá is igazak lettek volna.
Ez lett a könyv kezdetének kulcsmozzanata.
A jellegzetes és egyedi borítót James Porto fotográfus készítette, a képen Drew Doyon modell látható.

### Crescendo
- Amerikai megjelenés: 2010. október 19.
- Magyar megjelenés: 2010. június 3. (Könyvmolyképző Kiadó)

A Hush, Hush folytatása.
Ennek borítóját szintén James Porto fotográfus készítette, a képen Samantha Ruggiero női modell látható.
Nora tudhatta volna, hogy az élete messze nem tökéletes. Bár a barátja, Folt, egyben a szó szoros értelmében vett őrangyala is (aki a rangja ellenére minden, csak nem angyali), a dolgai mégsem állnak jól. Először is ott a nyári iskola, és mintegy rémálomban, régi ellensége, Marcie Millar lesz a laborpartnere. Aztán meg Folt is mintha minden ok nélkül egyre távolabb kerülne tőle. Mindennek a tetejébe Norát lidércálmaiban és különös látomásaiban újra és újra kísérti apja meggyilkolása. Ahogy Nora elveti józan esze tanácsait, és egyre mélyebbre ás apja halálának rejtélyében, felmerül benne a kérdés, hogy Nephil vérvonalának is köze van-e a dologhoz - azonban ez csak még sötétebb árnyékot vet a kapcsolatára (vagy inkább annak a hiányára) Folttal. Vajon Folt többet tud, mint amit elárul? Miért tűnik mindig úgy, hogy meg szeretné akadályozni Norát a válaszok kiderítésében? És ha Folt valóban az őrangyala, miért van Nora élete mindig veszélyben?

### Vihar előtt (Silence)
- Amerikai megjelenés: 2011
- Magyar megjelenés: fordította: Miks-Rédai Viktória; Könyvmolyképző, Szeged, 2012 (Vörös pöttyös könyvek)

Végjáték (Finale)
- magyar megjelenés: fordította: Miks-Rédai Viktória; Könyvmolyképző, Szeged, 2013 (Vörös pöttyös könyvek)

## További művei magyarul
- Crescendo; ford. Miks-Rédai Viktória; Könyvmolyképző, Szeged, 2011 (Vörös pöttyös könyvek)
- Black ice. Tükörjég; ford. Miks-Rédai Viktória; Könyvmolyképző, Szeged, 2015 (Vörös pöttyös könyvek)

## Érdekességek
- Bár a Hush, Husht már azelőtt megírta, hogy az Alkonyat siker lett volna, a kiadója mégis azt kérte, hogy a biológiaórás részt írja át, mert az említett könyv elején is az van. Az írónő erre nem volt hajlandó, így az eredeti elképzelés alapján jelent meg a könyv.
- Tinédzser korában elégedetlen volt a hajával. A göndör fürtök kifejezetten idegesítették, és naponta egy órán keresztül próbálta kiegyenesíteni őket. Mára azonban megbékélt vele.
- Szeret kocogni.
- A legkedvesebb karaktere Vee, aki két jó barátnő személyiségének összegyúrásából keletkezett.
- Patch karakterét is egy korábban ismert emberről mintázta, de nem árulja el, ki is az.
- Más írókkal ellentétben (mint például Stephenie Meyer) képtelen írás közben zenét hallgatni, mert elvonja a figyelmét.
- A Hush Hush még meg sem jelent, máris 13 országban értékesítették a jogokat.